# Yuecheng, Deqing
Yuecheng (kinesiska: 悦城) är en köping i sydöstra Kina. Den ligger i Deqing härad i staden Zhaoqing i provinsen Guangdong, omkring 120 kilometer väster om provinshuvudstaden Guangzhou. Antalet invånare är 31 544. Befolkningen består av 15 351 kvinnor och 16 193 män. Barn under 15 år utgör 22,0 %, vuxna 15-64 år 66 %, och äldre över 65 år 10,0 %.